# ミミア姫
『ミミア姫』（ミミアひめ）は、田中ユタカによる漫画。『月刊アフタヌーン』（講談社）において、2007年1月号から2009年5月号まで連載された。単行本は全3巻。この作品の単行本第3巻は200ページもの加筆修正が行われ、合計546ページにも及ぶ厚さになったことが話題となった。
後にマンガ図書館Zにて電子書籍化された際には、掲載時ではカラーだったページを再現した完全版として全4巻に分けて公開した。

## あらすじ
舞台は遠い遠い青空の中にあるやすらかな国『雲の都』。都の統治者である大神官の館で、一人のお姫さまが生まれる。
しかし彼女には、都の住人たちが持つ『光の羽根』と『ちから』が生まれつき無かった。彼女の姿は、この星の最初の子供たち『神さま』と同じ姿なのだと伝えられていた。
お姫さまはミミアと名づけられ、周囲の人々に見守られながら成長してゆく。

## 登場人物

### 主人公
ミミア
本作の主人公。本編は、彼女の一人称のモノローグで語られる。
都の主である大神官・リクドらが暮らす『明けの館』で生まれる。第二章の最後で11歳を迎えた。
髪の毛は薄桃色のくせっ毛で、長い髪を三つ編みのおさげにまとめている。また、幼いころから母の手作りである緋色のマントを身に着けている。
生まれる前から『光の羽根』と『ちから』をもたず、彼女のことは誰にも予知できなかった。『光の羽根』をもたない彼女の姿はこの星の直接の子ども『神さま』の姿を受け継いだ『神さまの子』として生まれてきたという。
赤ちゃんのころは体が弱く、病気ばかりしていた。
ひそかに物語を書く人になりたいと思っている。

### サムライたち
ルロウ
サムライ見習いの少年。
ミミアとは、幼いころから『明けの館』できょうだいも同然に過ごしてきた。
師匠のシリュウとともに修行の旅を続けていた。いつも小鬼たちに懐かれる。
生まれる前に世界を救う英雄になると予言され生まれてきたが、その予言は彼が幼いころに消えてしまい、誰にも見えなくなった。
その背中には、誰も見たことがないような七色の『光の羽根』をもつ。
「ルロウ」という名は、古い物語の大英雄から取ったという。
シリュウ
ルロウの師匠であるサムライ。
最強の鬼祓いでありながら、いつも小鬼たちに慕われている。
修行の末、ルロウを一人立ちさせるべく最後の大鬼退治を彼に託す。
テング
威厳ある都を護るサムライの大将の女性。
シリュウの師でもある。
ミミアの両親であるリクドとハラハとは古くからの友人。

### 明けの館
リクド
都の大神官でミミアとラナハの父親。また、学者でもある。
料理が得意で、普段の食事や祝い事の際には自ら腕を振るう。
ハラハ
ミミアとラナハの母親。
都の『太陽代』であり、『冬の祭』の日には大空を飛行し、祈りをささげる。
ラナハ
厳しくも優しくミミアを見守る彼女の姉。
母のハラハが病床にあるときは『太陽代』の代行を務めた。
いぬのルロウ
ミミアが幼いころから一緒にいた大きい『いぬ』。サムライ見習いの少年ルロウと同じ名前。
『ちから』をもち、わずかながら念話ができる。
マナヤ
館に勤める女性。
左目の下に泣きぼくろがある。

### 鬼
大鬼
世界がほころぶことでできる巨大な穴から生まれる。
黒く、無数の棘のようなものをもつ、巨大な鬼。
小鬼
人のような動物のような、丸みのある姿をした小さな鬼。
いたずら好きでひょうきんな性格らしい。
ある日、ミミアが都の森で一匹の小鬼と出会ったことは都での大きな事件となった。

## 書誌情報
- 田中ユタカ『ミミア姫』講談社（アフタヌーンKC）、全3巻
  1. 2007年7月23日発売[2]、ISBN 978-4063144635
  2. 2008年3月21日発売[3]、ISBN 978-4063144918
  3. 2010年9月22日発売[4]、ISBN 978-4063145908